# Guitarrón
Il guitarrón è uno strumento musicale della famiglia dei cordofoni, con sei corde, tipico della musica folk centro-sudamericana.

## Il guitarrón cileno
Il guitarrón cileno è una chitarra a corde pizzicate tipica della tradizione cilena, con 25 o, più raramente, 24 corde. Il suo utilizzo principale è infatti legato alla musica tradizionale della poesia cantata conosciuta con il nome di canto a lo poeta, anche se alcuni virtuosi dello strumento ne hanno sviluppato le potenzialità come strumento solista.
Le origini del guitarrón cileno si attestano al XVI secolo. Il nome ne suggerisce la derivazione diretta dalla chitarra, la forma, l'accordatura e la tecnica di suono dello strumento sono collegate con il comune antenato della chitarra, la vihuela rinascimentale e barocca. Lo strumento ha comunque anche similitudini con l'arciliuto barocco, anche se una connessione diretta è incerta. Tecnologicamente lo strumento ha seguito un'evoluzione simile a quella della chitarra. I vecchi strumenti utilizzavano tasti intagliati e pioli per l'attrito, similmente al violino, ma i moderni strumenti impiegano tasti in metallo e chiavette, come le moderne chitarre.
In origine il guitarrón cileno era uno strumento folk utilizzato principalmente nelle aree rurali. Recentemente l'interesse nella musica folk e il revavila della musica tradizionale ha fatto crescere l'interesse nei confronti di questo strumento anche nelle aree urbane e nella musica moderna. Il guitarrón cileno è principalmente utilizzato come accompagnamento nel canto a lo poeta e nel vecchio folk cileano che comiba la décima (forma poetica composta da dieci righe) e la payada (improvvisazione). La musica abbraccia due gruppi principali, il canto a lo divino (un genere solenne, religioso e con arrangiamenti più complessi) e il canto a lo humano (genere invece con più umorismo, temi romantici o di critica sociale). Questo strumento è inoltre usato in altri generi musicali come la cueca, la tonada, il valzer e la polka.

## Il guitarrón messicano
Strumento folkloristico del Messico, è caratterizzato dalla cassa armonica molto spessa ed ampia. È usato come una sorta di contrabbasso nei gruppi Mariachi. Pare che il Guitarrón abbia ispirato Ernie Ball alla realizzazione del primo basso acustico moderno.